# Sarasota (geslacht)
Sarasota is een geslacht van vlinders van de familie snuitmotten (Pyralidae), uit de onderfamilie Phycitinae.

## Soorten
- S. furculella Dyar, 1919
- S. plumigerella Hulst, 1900
- S. ptyonopoda Hampson, 1895